# Diagrama de Hovmöller
Un diagrama de Hovmöller es utilizado comúnmente en meteorología para mostrar características de transporte de variables atmosféricas, como en el caso de un movimiento ondulatorio. Los ejes de un diagrama de Hovmöller son generalmente longitud o latitud (abscisas o eje x) y tiempo (ordenadas o eje y) con el valor de un campo representado por color o sombreado. 
Los diagramas de Hovmöller también se utilizan para trazar la evolución temporal de los perfiles verticales de cantidades escalares como la temperatura, la densidad o la concentración de componentes en la atmósfera o el océano. En este caso, el tiempo se traza a lo largo de la abscisa y la posición vertical (profundidad, altura, presión) a lo largo de la ordenada.

## Origen
El diagrama fue inventado por Ernest Aabo Hovmöller (1912-2008), un meteorólogo danés, y publicado por primera vez en un artículo de 1949. Hovmöller se enfrentó a la descripción del movimiento promedio de los fenómenos meteorológicos a partir de un gran número de datos diarios en superficie y altura. Entonces decidió promediar una característica atmosférica dada a lo largo de una latitud, o una longitud, en un momento dado. Luego, tomando este cálculo en un paso de tiempo posterior, Hovmöller podría crear un diagrama bidimensional que mostrara el desplazamiento temporal de acuerdo con la latitud o longitud de la característica.
En su artículo de 1949, Hovmöller siguió los valles y crestas de más largas duraciones en su progresión de este a oeste alrededor de todo el planeta, al tiempo que observó las anomalías causadas por los más efímeros.

## Uso
El diagrama de Hovmöller muestra el desplazamiento de los excesos radiativos (zonas amarillo-rojo) causados por las zonas de tormentas organizadas asociadas con la oscilación Madden-Julian. El tiempo aumenta de la parte superior a la parte inferior de la figura, de modo que los contornos que están orientados desde la esquina superior izquierda a la esquina inferior derecha representan los fenómenos que se mueven de oeste a este.
Los diagramas de Hovmöller son útiles para ilustrar la evolución de fenómenos tales como El Niño, ondas tropicales, la propagación de anomalías de vientos, o la evolución longitudinal de la precipitación con las estaciones.